# NGC 5089
NGC 5089 (również PGC 46477 lub UGC 8371) – galaktyka spiralna z poprzeczką (SBc), znajdująca się w gwiazdozbiorze Warkocza Bereniki. Odkrył ją William Herschel 13 marca 1785 roku.